# Don't Worry (canción de Madcon)
«Don't Worry» —en español: «No te preocupes»— es una canción del dúo urbano noruego Madcon con voces del cantante y compositor estadounidense Ray Dalton. Fue escrito por Teddy Sky, Johnny Powers Severin y Madcon y fue lanzado en Noruega como una descarga digital el 20 de febrero de 2015. La canción ha alcanzado el número 4 en la lista Norwegian Singles Chart y ha alcanzado el Top 10 en varios países.

## Video musical
Un video musical para acompañar el lanzamiento de «Don't Worry» fue lanzado por primera vez en YouTube el 18 de abril de 2015 con una duración total de cuatro minutos y seis segundos.

## Lista de canciones
Descarga digital

| N.º | Título                               | Duración |  |
| 1.  | «Don't Worry» (featuring Ray Dalton) | 3:34     |  |

CD sencillo (Alemania)

| N.º | Título                                               | Duración |  |
| 1.  | «Don't Worry» (featuring Ray Dalton) (radio versión) | 3:35     |  |

## Plagios a la canción
En 2017, el cantante de cumbia y reguetón argentino Loan fue acusado de plagiar la canción de Madcon y Ray Dalton ya que su canción "No Llores Más" tiene el mismo ritmo y melodía pero diferente letra, aunque él se defendió aclarando que era simplemente un cover. Por derechos de autor y para proteger los derechos de la banda noruega, actualmente el video oficial de "No Llores Más" no está disponible en Youtube.

## Posicionamiento en listas
| Listas (2015)                         | Mejor posición |
| ------------------------------------- | -------------- |
| Alemania (Offizielle Deutsche Charts) | 3              |
| Alemania (Airplay Chart)              | 1              |
| Australia (ARIA)                      | 82             |
| Austria (Ö3 Austria Top 40)           | 2              |
| Bélgica (Flandes) (Ultratop 50)       | 10             |
| Bélgica Airplay (Ultratop Flandes)    | 16             |
| Bélgica Dance (Ultratop Flandes)      | 19             |
| Bélgica (Valonia) (Ultratop 50)       | 15             |
| Bélgica Airplay (Ultratop Valonia)    | 1              |
| Bélgica Dance (Ultratop Valonia)      | 1              |
| Dinamarca (Tracklisten)               | 5              |
| Eslovaquia (Rádio Top 100)            | 2              |
| España (Top 100 Canciones)            | 10             |
| Francia (SNEP)                        | 2              |
| Hungría (Dance Top 40)                | 18             |
| Hungría (Rádiós Top 40)               | 1              |
| Hungría (Single Top 40)               | 10             |
| Irlanda (IRMA)                        | 63             |
| Italia (FIMI)                         | 6              |
| Nueva Zelanda (Recorded Music NZ)     | 28             |
| Noruega (VG-lista)                    | 4              |
| Países Bajos (Dutch Top 40)           | 3              |
| Países Bajos (Mega Single Top 100)    | 10             |
| Polonia (Polish Airplay Top 100)      | 2              |
| Reino Unido (UK Singles Chart)        | 54             |
| República Checa (Rádio Top 100)       | 1              |
| Serbia (IFPI)                         | 3              |
| Suecia (Sverigetopplistan)            | 14             |
| Suiza (Schweizer Hitparade)           | 8              |

| Listas (2015)                     | Posición |
| --------------------------------- | -------- |
| Alemania (Official German Charts) | 21       |
| Italia (FIMI)                     | 23       |
| Polonia (ZPAV)                    | 9        |

## Historial de lanzamientos
| País        | Fecha                 | Formato          | Discográfica       |
| ----------- | --------------------- | ---------------- | ------------------ |
| Noruega     | 20 de febrero de 2015 | Descarga digital | Warner Music       |
| Reino Unido | 21 de agosto de 2015  | Descarga digital | Parlophone Records |